# Gijs van Lennep
Gijs van Lennep (Aerdenhout, 16 de março de 1942) é um ex-automobilista e nobre neerlandês.

## Biografia
Ele iniciou sua carreira como piloto de Fórmula V. Mais tarde, ele foi incluído no Racing Team Holland.
Em 1967, Van Lennep obteve a sua primeira vitória na Suécia com a DAF na Fórmula 3. Neste mesmo ano, ele correu para a Porsche. Em 1971 ele venceu as 24 Horas de Le Mans junto com Helmut Marko. Com esta vitória ele ainda detém o recorde de distância. Em média, eles correram a mais de 222 km/h (inclusive paragens pit).
Van Lennep participou de quatro temporadas da Fórmula 1. Ele correu para Surtees, Iso-Marlboro e Alferes. Em 1971, ele participou do Grande Prêmio da Holanda, no circuito de Zandvoort com um Surtees e terminou em oitavo lugar. No fim deste ano ele correu para a equipe da fábrica, mas não conseguiu finalizar.
Em 1972, ele não correu na Fórmula 1, mas tornou-se campeão europeu de Fórmula 5000. Através do patrocinador Marlboro, ele correu
para o time Iso Marlboro de Frank Williams, com o qual obteve um ponto em Zandvoort. Isto marcou a primeiro ponto para a equipe Williams em um GP. No mesmo ano ele venceu o Targa Florio. Em 1974 ele correu para a equipe Iso. Em 1975 ele substituiu Roelof Wunderink na equipe Ensign por três corridas. Em Nürburgring ele obteve um outro ponto. Com isto, ele se tornou o segundo piloto de Fórmula 1 neerlandês de maior sucesso, logo atrás de Carel Godin de Beaufort.

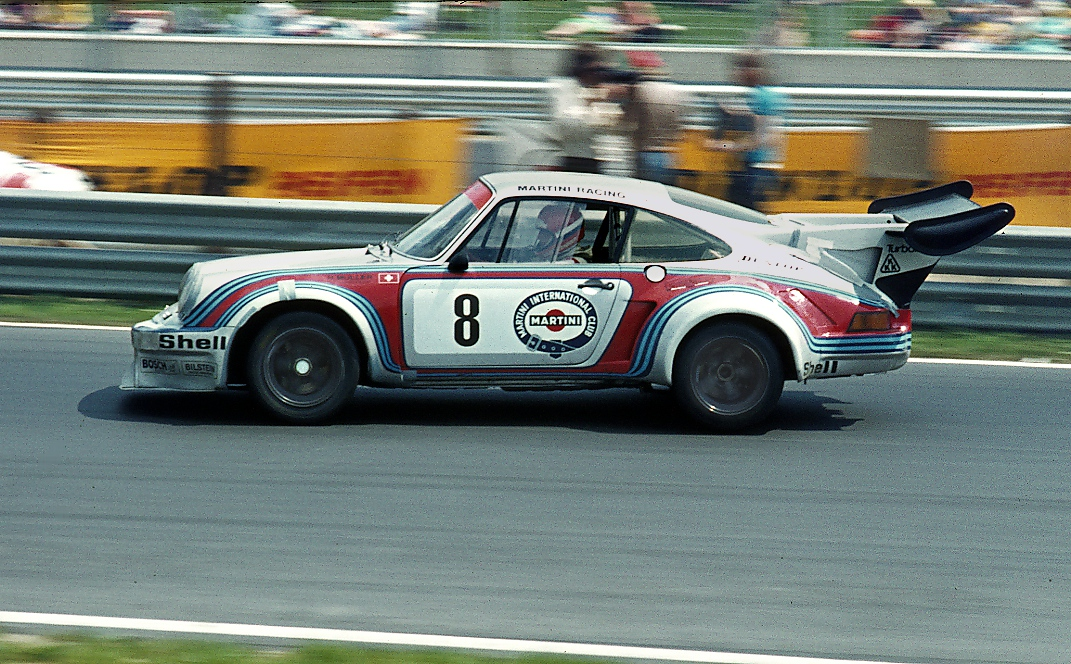
Van Lennep correndo em Nürburgring

Em 1976, ele venceu as 24 Horas de Le Mans pela segunda vez, desta vez com o piloto belga Jacky Ickx. Em 1999, ele foi eleito o "melhor piloto neerlandês de automobilismo do século" por um júri especializado.

## Resultados nas24 Horas de Le Mans
| Ano  | Equipe                      | Veículo             | Co-piloto(1)     | Co-piloto(2)    | Co-piloto(3)   | Co-piloto(4) | Posição | Nota                           |
| ---- | --------------------------- | ------------------- | ---------------- | --------------- | -------------- | ------------ | ------- | ------------------------------ |
| 1970 | AAW Racing with David Piper | Porsche 917K        | David Piper      |                 |                |              | DNF     | Acidente                       |
| 1971 | Martini Racing Team         | Porsche 917K        | Helmut Marko     |                 |                |              | 1º      | Vitória Global na classe S 5.0 |
| 1972 | Ecurie Bonnier Switzerland  | Lola T280           | Gérard Larrousse | Joakim Bonnier  |                |              | DNF     | Acidente                       |
| 1973 | Martini Racing Team         | Porsche Carrera RSR | Herbert Müller   |                 |                |              | 4º      |                                |
| 1974 | Martini Racing Team         | Porsche Carrera RSR | Herbert Müller   |                 |                |              | 2º      |                                |
| 1975 | Gelo Racing Team            | Porsche Carrera RSR | John Fitzpatrick | Manfred Schurti | Toine Hezemans | Georg Loos   | 5º      | Vitória na Classe GT           |
| 1976 | Martini Racing Porsche      | Porsche 936         | Jacky Ickx       |                 |                |              | 1º      | Vitória global(Classe S 3.0)   |